# فرانتس یوزف هونیگ
فرانتس یوزف هونیگ (انگلیسی: Franz-Josef Hönig؛ زادهٔ ۱۰ ژوئیهٔ ۱۹۴۲) بازیکن فوتبال اهل آلمان است.
از باشگاه‌هایی که در آن بازی کرده‌است می‌توان به باشگاه فوتبال هولشتاین کیل و باشگاه فوتبال هامبورگ اشاره کرد.